# Маркино (Вадінський район)
Ма́ркино (рос. Маркино) — присілок у складі Вадінського району Пензенської області, Росія.
Населення — 8 осіб (2010; 28 у 2002).
Національний склад станом на 2002 рік:
- росіяни — 100 %